# Conjectura de Agoh–Giuga
Um número p é primo se e somente se 
 {\displaystyle pB_{p-1}\equiv -1{\pmod {p}}}, ou seja, se {\displaystyle \sum _{i=1}^{p-1}i^{p-1}\equiv -1{\pmod {p}}}?
A Conjectura de Agoh-Giuga é um dos problemas não-resolvidos da matemática relacionado com a distribuição dos números primos e os números de Bernoulli.
Seu nome é homenagem a Takashi Agoh e Giuseppe Giuga.  

## Conjectura
A conjectura afirma que, p é um número primo se e somente se
{\displaystyle pB_{p-1}\equiv -1{\pmod {p}}.} 
Onde Bk é o k-ésimo número de Bernoulli.
Esta é a formulação atual da conjectura é de 1990, devido a Agoh. Uma formulação equivalente, feita por Giuga em 1950, afirma que p é um número primo se
{\displaystyle 1^{p-1}+2^{p-1}+\cdots +(p-1)^{p-1}\equiv -1{\pmod {p}}}
equação que também pode ser escrita da seguinte forma utilizando notação de somatório:
{\displaystyle \sum _{i=1}^{p-1}i^{p-1}\equiv -1{\pmod {p}}.}
É fácil mostrar que p ser primo é condição suficiente para o lado esquerdo da equivalência ser satisfeito, uma vez que podemos utilizar o pequeno teorema de Fermat, que enuncia que, se p é primo,
{\displaystyle \alpha ^{p-1}\equiv 1{\pmod {p}}}
para {\displaystyle \alpha =1,2,\dots ,p-1}, e a equivalência segue como consequência direta, já que {\displaystyle p-1\equiv -1{\pmod {p}}.}

## Status
A conjectura ainda não foi provada para um número n quando este não é primo (ou seja, quando n é composto).
Apesar disso, já foi demonstrado que um número composton satisfaz a fórmula se e somente se este é um número de Carmichael e um número de Giuga, e se este de fato existir, tem pelo menos 13800 dígitos.
Laerte Sorini, em um trabalho de 2001, mostrou que um possível contra-exemplo deve ser um número n maior que   1036067. 

## Relações com o Teorema de Wilson
A conjectura de Agoh–Giuga guarda certas semelhanças com o Teorema de Wilson, que já foi provado como sendo verdadeiro.
O Teorema de Wilson nos diz que p é um número primo se e somente se
{\displaystyle (p-1)!\equiv -1{\pmod {p}},}
onde pode ser reescrito usando a notação de produtório como:
{\displaystyle \prod _{i=1}^{p-1}i\equiv -1{\pmod {p}}.}
Para p primo ímpar, 
{\displaystyle \prod _{i=1}^{p-1}i^{p-1}\equiv (-1)^{p-1}\equiv 1{\pmod {p}},}
enquanto para p=2 (o único primo par), temos que:
{\displaystyle \prod _{i=1}^{p-1}i^{p-1}\equiv (-1)^{p-1}\equiv 1{\pmod {p}}.}
Então, a veracidade da Conjectura de Agoh–Giuga combinada com o Teorema de Wilson nos fornece a seguinte afirmação: 
Um número p é primo se e somente se
 
{\displaystyle \sum _{i=1}^{p-1}i^{p-1}\equiv -1{\pmod {p}}}
e
{\displaystyle \prod _{i=1}^{p-1}i^{p-1}\equiv 1{\pmod {p}}.}

## Programa em Python
Vários tipos de programas podem ser feitos para testar a conjectura de Agoh-Giuga, sendo um importante recurso para a matemática computacional. Abaixo, tem-se uma versão para Python, que testa a conjectura para os números entre 1 e 500: 
```
listnumbers
 
=
 
range
(
1
,
500
)

for
 
i
 
in
 
listnumbers
:

    
sum
 
=
 
0

    
value
 
=
 
1

    
while
 
value
 
<=
 
i
-
1
:

        
sum
+=
value
**
(
i
-
1
)

        
value
+=
1

        
if
 
((
sum
%
i
)
+
1
)
%
i
 
==
 
0
:

            
print
(
"
%d
 é primo pela conjectura de Agoh-Giuga!"
%
(
i
))

```